# Sportsko klađenje
Sportsko klađenje je praksa predviđanja ishoda sportskih događaja i ulaganja novca na temelju tih predviđanja. To se obično radi putem kladionica ili internetskih platformi za klađenje. Klađenje na sport može uključivati ulaganje novca na ishod utakmica, bodovni raspon, ukupan broj bodova, pobjednika natjecanja ili bilo koju drugu vrstu povezane oklade.
Klađenje na sport je popularna aktivnost širom svijeta, s milijunima ljudi koji se klade na sve od fudbala i košarke do trka konja i pasa. Postoje različite vrste sportskog klađenja, uključujući klađenje uživo tijekom utakmice, klađenje prije početka utakmice i klađenje na dugoročne ishode kao što su pobjednik lige ili osvajač prvenstva.
Klađenje na sport može biti zabavno i uzbudljivo, ali postoji i rizik od gubitka novca, stoga je važno da ljudi koji se odluče kladiti na sport to rade odgovorno i postave si granice koliko će novca uložiti. Mnoge kladionice i internetske platforme za klađenje također nude savjete o odgovornom klađenju i pomoć u slučaju problema s klađenjem.

## Povijest klađenja
Klađenje je aktivnost koja postoji već tisućama godina, a mnogi smatraju da je to jedna od najstarijih ljudskih aktivnosti koja se zadržala do danas. Iako precizan početak klađenja nije poznat, postoji mnogo dokaza koji pokazuju da su ljudi od davnina uživali u klađenju na različite događaje.
Prvi dokazi o klađenju datiraju iz antičke Grčke, gdje su se održavale olimpijske igre i druga sportska natjecanja. Na tim natjecanjima, ljudi su se klimali na pobjednika i koristili su razne načine klađenja. U Rimskom carstvu, klađenje je također bilo popularno i odvijalo se na razne događaje, uključujući gladijatorske borbe i konjske utrke.
U srednjem vijeku, klađenje se nastavilo održavati, a često su se kladili na razne društvene događaje, poput sajamskih igara, konjskih utrka i natjecanja u streljaštvu. U Engleskoj, kockanje i klađenje su bili popularni u 18. stoljeću, a tijekom tog razdoblja stvorene su i prve kladionice. Međutim, u 19. stoljeću, javnost se počela pobunjavati protiv klađenja, a vlada je počela ograničavati i zabranjivati ovu aktivnost.
U 20. stoljeću, klađenje se ponovno vratilo u središte pozornosti, a kladionice su postale popularne diljem svijeta. Danas, sportsko klađenje je jedna od najpopularnijih aktivnosti za kockanje, a ljubitelji sporta se klade na različite sportove, poput nogometa, košarke, hokeja i tenisa. Kladionice su postale dostupne i putem interneta, što je omogućilo igračima iz cijelog svijeta da se klade na sportske događaje.
Kao i kod svake druge aktivnosti koja uključuje novac, klađenje također ima svoje rizike, a ljudi se trebaju kladiti odgovorno i postavljati granice koliko novca će uložiti. U mnogim zemljama, vlasti su uvele regulative kako bi zaštitile igrače od prekomjernog klađenja i problema koji mogu nastati.

## Športsko klađenje u Hrvatskoj
Najbolje kladionice u Hrvatskoj su popularne i često posjećene, a nude širok raspon sportskih događaja i oklada za ljubitelje sportskog klađenja. Klađenje na sport je legalno u Hrvatskoj, a država ima regulativu koja regulira ovu industriju.
Postoji nekoliko poznatih kladionica u Hrvatskoj, a među najboljim se svakako izdvajaju SuperSport, Germania, i Prva sportska kladionica. SuperSport kladionica se izdvaja po širokom rasponu sportskih događaja i oklada koje nude, a osim sportskog klađenja, također nude mogućnost klađenja na virtualne igre i igre na sreću. Germania kladionica je također popularna u Hrvatskoj, a nudi sportsko klađenje, kao i klađenje na virtualne igre i kazino igre. Prva sportska kladionica je jedna od najstarijih kladionica u Hrvatskoj i također se izdvaja po širokom rasponu sportskih događaja i oklada.
Kladionice u Hrvatskoj nude razne bonuse i promocije kako bi privukle nove igrače i zadržale postojeće igrače. Međutim, kao i u drugim zemljama, važno je kladiti se odgovorno i postaviti granice koliko novca ćete uložiti. Kladionice također pružaju usluge odgovornog klađenja i moguće je zatražiti pomoć ako se osjetite kao da gubite kontrolu nad svojim klađenjem.